# ادگار پاچکو
ادگار پاچکو (انگلیسی: Edgar Pacheco؛ زادهٔ ۷ اوت ۱۹۷۷) بازیکن سابق فوتبال اهل پرتغال است که در پست مهاجم بازی می‌کرد. او در آنگولا متولد شد و نماینده پرتغال در سطح بین‌المللی بود.
وی همچنین در تیم‌های ملی فوتبال زیر ۱۶ سال پرتغال، زیر ۱۷ سال پرتغال، زیر ۱۸ سال پرتغال، زیر ۲۰ سال پرتغال، زیر ۲۱ سال پرتغال و پرتغال بازی کرده‌است.